# Phaeodepas dennisii
Phaeodepas dennisii är en svampart som beskrevs av D.A. Reid 1961. Phaeodepas dennisii ingår i släktet Phaeodepas och familjen Marasmiaceae.   Inga underarter finns listade i Catalogue of Life.